# Atopsyche huallaripa
Atopsyche huallaripa är en nattsländeart som beskrevs av Schmid 1989. Atopsyche huallaripa ingår i släktet Atopsyche och familjen Hydrobiosidae. Inga underarter finns listade i Catalogue of Life.